# Clitellaria
Genre
Clitellaria est un genre d'insectes diptères brachycères de la famille des Stratiomyidae.

## Liste d'espèces
Selon Catalogue of Life (30 juin 2020) :
- Clitellaria aurofasciata (Brunetti, 1924)
- Clitellaria bergeri (Pleske, 1925)
- Clitellaria bilineata (Fabricius, 1805)
- Clitellaria chikuni Yang & Nagatomi, 1992
- Clitellaria crassistilus Yang & Nagatomi, 1992
- Clitellaria ephippium (Fabricius, 1775)
- Clitellaria flavipilosa Yang & Nagatomi, 1992
- Clitellaria ignifera (Brunetti, 1923)
- Clitellaria kunmingana Yang & Nagatomi, 1992
- Clitellaria longipilosa Yang & Nagatomi, 1992
- Clitellaria mediflava Yang & Nagatomi, 1992
- Clitellaria nigerrima (Doleschall, 1858)
- Clitellaria nigra Yang & Nagatomi, 1992
- Clitellaria obtusa (James, 1941)
- Clitellaria orientalis (Lindner, 1951)
- Clitellaria pontica (Lindner, 1936)
- Clitellaria stylata (Brunetti, 1923)